# Ouratea valerioi
Ouratea valerioi är en tvåhjärtbladig växtart som beskrevs av Paul Carpenter Standley. Ouratea valerioi ingår i släktet Ouratea och familjen Ochnaceae. Inga underarter finns listade i Catalogue of Life.